# Giro del Delfinato 1999
Il Giro del Delfinato 1999, cinquantunesima edizione della corsa, si svolse dal 6 al 13 giugno su un percorso di 1141 km ripartiti in 7 tappe più un cronoprologo, con partenza da Autun e arrivo ad Aix-les-Bains. Fu vinto dal kazako Aleksandr Vinokurov della Casino davanti allo statunitense Jonathan Vaughters e all'italiano Wladimir Belli.

## Tappe
| Tappa  | Data      | Percorso                                  | km   | Vincitore di tappa  | Leader cl. generale |
| ------ | --------- | ----------------------------------------- | ---- | ------------------- | ------------------- |
| Prol.  | 6 giugno  | Autun > Autun (cron. individuale)         | 6,8  | Lance Armstrong     | Lance Armstrong     |
| 1ª     | 7 giugno  | Autun > La Tour-de-Salvagny               | 208  | Christophe Oriol    | Lance Armstrong     |
| 2ª     | 8 giugno  | La Tour-de-Salvagny > Privas              | 164  | Aleksandr Vinokurov | Aleksandr Vinokurov |
| 3ª     | 9 giugno  | Bédoin > Mont Ventoux (cron. individuale) | 21   | Jonathan Vaughters  | Jonathan Vaughters  |
| 4ª     | 10 giugno | Beaumes-de-Venise > Digne-les-Bains       | 203  | Laurent Desbiens    | Jonathan Vaughters  |
| 5ª     | 11 giugno | Digne-les-Bains > Grenoble                | 213  | Laurent Madouas     | Jonathan Vaughters  |
| 6ª     | 12 giugno | Challes-les-Eaux > Passy Plaine-Joux      | 177  | David Moncoutié     | Aleksandr Vinokurov |
| 7ª     | 13 giugno | Sallanches > Aix-les-Bains                | 148  | Christophe Bassons  | Aleksandr Vinokurov |
| Totale | Totale    | Totale                                    | 1141 |                     |                     |

## Dettagli delle tappe

### Prologo
- 6 giugno: Autun > Autun (cron. individuale) – 6,8 km

| Pos. | Corridore           | Squadra       | Tempo |
| ---- | ------------------- | ------------- | ----- |
| 1    | Lance Armstrong     | US Postal     | 9'10" |
| 2    | Laurent Brochard    | Festina-Lotus | a 1"  |
| 3    | Aleksandr Vinokurov | Casino        | a 6"  |

| Pos. | Corridore           | Squadra       | Tempo |
| ---- | ------------------- | ------------- | ----- |
| 1    | Lance Armstrong     | US Postal     | 9'10" |
| 2    | Laurent Brochard    | Festina-Lotus | a 1"  |
| 3    | Aleksandr Vinokurov | Casino        | a 6"  |

### 1ª tappa
- 7 giugno: Autun > La Tour-de-Salvagny – 208 km

| Pos. | Corridore          | Squadra | Tempo    |
| ---- | ------------------ | ------- | -------- |
| 1    | Christophe Oriol   | Casino  | 5h35'01" |
| 2    | Christophe Capelle | Big Mat | a 7"     |
| 3    | Francisco Mancebo  | Banesto | s.t.     |

| Pos. | Corridore           | Squadra       | Tempo    |
| ---- | ------------------- | ------------- | -------- |
| 1    | Lance Armstrong     | US Postal     | 5h44'17" |
| 2    | Laurent Brochard    | Festina-Lotus | a 3"     |
| 3    | Aleksandr Vinokurov | Casino        | a 8"     |

### 2ª tappa
- 8 giugno: La Tour-de-Salvagny > Privas – 164 km

| Pos. | Corridore           | Squadra      | Tempo    |
| ---- | ------------------- | ------------ | -------- |
| 1    | Aleksandr Vinokurov | Casino       | 3h38'24" |
| 2    | François Simon      | Cr. Agricole | a 5"     |
| 3    | Stéphane Heulot     | FDJ          | a 9"     |

| Pos. | Corridore           | Squadra      | Tempo    |
| ---- | ------------------- | ------------ | -------- |
| 1    | Aleksandr Vinokurov | Casino       | 9h22'33" |
| 2    | Stéphane Heulot     | FDJ          | a 17"    |
| 3    | François Simon      | Cr. Agricole | a 30"    |

### 3ª tappa
- 9 giugno: Bédoin > Mont Ventoux (cron. individuale) – 21 km

| Pos. | Corridore           | Squadra       | Tempo  |
| ---- | ------------------- | ------------- | ------ |
| 1    | Jonathan Vaughters  | US Postal     | 56'50" |
| 2    | Aleksandr Vinokurov | Casino        | a 42"  |
| 3    | Wladimir Belli      | Festina-Lotus | a 43"  |

| Pos. | Corridore           | Squadra       | Tempo     |
| ---- | ------------------- | ------------- | --------- |
| 1    | Jonathan Vaughters  | US Postal     | 10h19'59" |
| 2    | Aleksandr Vinokurov | Casino        | a 29"     |
| 3    | Wladimir Belli      | Festina-Lotus | a 4'06"   |

### 4ª tappa
- 10 giugno: Beaumes-de-Venise > Digne-les-Bains – 203 km

| Pos. | Corridore        | Squadra | Tempo    |
| ---- | ---------------- | ------- | -------- |
| 1    | Laurent Desbiens | Cofidis | 5h04'46" |
| 2    | Peter Wuyts      | Lotto   | a 1'09"  |
| 3    | Damien Nazon     | FDJ     | a 3'03"  |

| Pos. | Corridore           | Squadra   | Tempo     |
| ---- | ------------------- | --------- | --------- |
| 1    | Jonathan Vaughters  | US Postal | 15h29'04" |
| 2    | Aleksandr Vinokurov | Casino    | a 7"      |
| 3    | Stéphane Heulot     | FDJ       | a 3'32"   |

### 5ª tappa
- 11 giugno: Digne-les-Bains > Grenoble – 213 km

| Pos. | Corridore       | Squadra       | Tempo    |
| ---- | --------------- | ------------- | -------- |
| 1    | Laurent Madouas | Festina-Lotus | 5h45'46" |
| 2    | Lylian Lebreton | Big Mat       | a 7'01"  |
| 3    | Stéphane Barthe | Casino        | s.t.     |

| Pos. | Corridore           | Squadra   | Tempo     |
| ---- | ------------------- | --------- | --------- |
| 1    | Jonathan Vaughters  | US Postal | 21h21'51" |
| 2    | Aleksandr Vinokurov | Casino    | a 7"      |
| 3    | Stéphane Heulot     | FDJ       | a 3'32"   |

### 6ª tappa
- 12 giugno: Challes-les-Eaux > Passy Plaine-Joux – 177 km

| Pos. | Corridore        | Squadra   | Tempo    |
| ---- | ---------------- | --------- | -------- |
| 1    | David Moncoutié  | Cofidis   | 5h03'29" |
| 2    | Kevin Livingston | US Postal | s.t.     |
| 3    | Joseba Beloki    | Euskaltel | s.t.     |

| Pos. | Corridore           | Squadra       | Tempo     |
| ---- | ------------------- | ------------- | --------- |
| 1    | Aleksandr Vinokurov | Casino        | 26h25'42" |
| 2    | Jonathan Vaughters  | US Postal     | a 1'14"   |
| 3    | Wladimir Belli      | Festina-Lotus | a 3'48"   |

### 7ª tappa
- 13 giugno: Sallanches > Aix-les-Bains – 148 km

| Pos. | Corridore          | Squadra   | Tempo    |
| ---- | ------------------ | --------- | -------- |
| 1    | Christophe Bassons | FDJ       | 3h58'18" |
| 2    | Lance Armstrong    | US Postal | a 1'19"  |
| 3    | Geert Verheyen     | Lotto     | s.t.     |

| Pos. | Corridore           | Squadra       | Tempo     |
| ---- | ------------------- | ------------- | --------- |
| 1    | Aleksandr Vinokurov | Casino        | 30h25'19" |
| 2    | Jonathan Vaughters  | US Postal     | a 1'14"   |
| 3    | Wladimir Belli      | Festina-Lotus | a 3'48"   |

## Classifiche finali

### Classifica generale
| Pos. | Corridore           | Squadra           | Tempo     |
| ---- | ------------------- | ----------------- | --------- |
| 1    | Aleksandr Vinokurov | Casino            | 30h25'19" |
| 2    | Jonathan Vaughters  | US Postal Service | a 1'14"   |
| 3    | Wladimir Belli      | Festina-Lotus     | a 3'48"   |
| 4    | Joseba Beloki       | Euskaltel-Euskadi | a 3'57"   |
| 5    | Stéphane Heulot     | FDJ               | a 4'35"   |
| 6    | Kevin Livingston    | US Postal Service | a 4'47"   |
| 7    | Unai Osa Eizaguirre | Banesto           | a 4'48"   |
| 8    | Lance Armstrong     | US Postal Service | a 5'27"   |
| 9    | François Simon      | Cr. Agricole      | a 6'37"   |
| 10   | Gilles Bouvard      | Home Market       | a 6'41"   |